# Coupe du monde de saut à ski 1979-1980
Navigation
Édition suivante
L'édition 1979/1980 de la Coupe du monde de saut à ski, la première jamais organisée, est une compétition sportive internationale rassemblant les meilleurs athlètes mondiaux pratiquant le saut à ski. Elle s'est déroulée entre le 27 décembre 1979 et le 25 mars 1980 et a été remportée par l'Autrichien Hubert Neuper suivi de l'Autrichien Armin Kogler et du Polonais Stanisław Bobak.

## Jeux olympiques de 1980
Cette même année eurent lieu les Jeux Olympiques de  Lake Placid.

## Classement général
| Rang | Nom              | Pays     | Points |
| ---- | ---------------- | -------- | ------ |
| 1    | Hubert Neuper    | Autriche | 238    |
| 2    | Armin Kogler     | Autriche | 220    |
| 3    | Stanisław Bobak  | Pologne  | 130    |
| 4    | Hirokazu Yagi    | Japon    | 116    |
| 5    | Masahiro Akimoto | Japon    | 109    |
| 6    | Hans Millonig    | Autriche | 108    |
| 6    | Johan Sætre      | Norvège  | 108    |
| 8    | Hansjörg Sumi    | Suisse   | 102    |
| 9    | Anton Innauer    | Autriche | 95     |
| 10   | Hans Wallner     | Autriche | 87     |
| 10   | Jari Puikkonen   | Finlande | 87     |

## Épreuves
| Date            | Lieu                        | Vainqueur        | Deuxième         | Troisième       |
| --------------- | --------------------------- | ---------------- | ---------------- | --------------- |
| 27.12.1979      | Cortina d'Ampezzo           | Toni Innauer     | Hubert Neuper    | Alfred Groyer   |
| 30.12.1979      | Oberstdorf                  | Jochen Danneberg | Hubert Neuper    | Alfred Groyer   |
| 1.1.1980        | Garmisch-Partenkirchen      | Hubert Neuper    | Jari Puikkonen   | Johan Sætre     |
| 4.1.1980        | Innsbruck                   | Hubert Neuper    | Hansjörg Sumi    | Henry Glaß      |
| 6.1.1980        | Bischofshofen               | Martin Weber     | Henry Glaß       | Piotr Fijas     |
| 12.1.1980       | Sapporo                     | Hirokazu Yagi    | Bogdan Norčič    | Armin Kogler    |
| 13.1.1980       | Sapporo                     | Masahiro Akimoto | Hirokazu Yagi    | Bogdan Norčič   |
| 19.1.1980       | Thunder Bay                 | Armin Kogler     | Bernard Moullier | Alfred Groyer   |
| 20.1.1980       | Thunder Bay                 | Armin Kogler     | Hubert Neuper    | Toni Innauer    |
| 26.1.1980       | Zakopane                    | Stanisław Bobak  | Ivar Mobekk      | Olaf Schmidt    |
| 27.1.1980       | Zakopane                    | Piotr Fijas      | Stanisław Bobak  | Ivar Mobekk     |
| 9.2.1980        | Saint-Nizier-du-Moucherotte | Piotr Fijas      | Hans Wallner     | Stanisław Bobak |
| 10.2.1980       | Saint-Nizier-du-Moucherotte | Tom Christiansen | Alois Lipburger  | Tom Levorstad   |
| 27.2.1980       | St. Moritz                  | Roger Ruud       | Johan Sætre      | Robert Mösching |
| 29.2.1980       | Gstaad                      | Hansjörg Sumi    | Roger Ruud       | Hubert Neuper   |
| 2.3.1980        | Engelberg                   | Toni Innauer     | Johan Sætre      | Hansjörg Sumi   |
| 29.2. -2.3.1980 | Vikersund                   | Per Bergerud     | Stanisław Bobak  | Ján Tánczos     |
| 8.3.1980        | Lahti                       | Armin Kogler     | Hubert Neuper    | Jouko Törmänen  |
| 9.3.1980        | Lahti                       | Steve Collins    | Jouko Törmänen   | Hubert Neuper   |
| 11.3.1980       | Falun                       | Jouko Törmänen   | Jari Puikkonen   | Armin Kogler    |
| 16.3.1980       | Oslo                        | Armin Kogler     | Jari Puikkonen   | Hubert Neuper   |
| 21.3.1980       | Planica                     | Hans Millonig    | Armin Kogler     | Primož Ulaga    |
| 22.3.1980       | Planica                     | Hubert Neuper    | Armin Kogler     | Hans Millonig   |
| 24.3.1980       | Štrbské Pleso               | Masahiro Akimoto | Peter Leitner    | Hirokazu Yagi   |
| 25.3.1980       | Štrbské Pleso               | Armin Kogler     | Hans Millonig    | Hubert Neuper   |

## Liens & Sources
Résultats Officiels FIS